# Васильевское (усадьба, Рузский район)
Васильевское — усадьба, расположенная в деревне Васильевское Рузского городского округа Московской области.
Здесь же находится дом отдыха Управления делами Президента РФ — санаторий им. Герцена.
По реке на территории деревни и усадьбы проходит административная граница между подмосковными районами: село осталось в Рузском районе, а его правобережная часть отошла к Одинцовскому району и стала называться Посёлок санатория имени Герцена.

## История
Усадьба Васильевское располагалась на территории деревни Васильевское и была основана Иваном Алексеевичем Яковлевым — отцом выдающегося русского мыслителя И. А. Герцена. В своём нынешнем виде усадьба сложилась на рубеже XIX—XX веков, когда она принадлежала княжескому роду Щербатовых. На территории усадьбы располагается Васильевский замок, построенный в стиле викторианской неоготики князем Александром Щербатовым.
Усадьба находилась на обеих сторонах Москвы-реки. Здесь Александр Герцен проводил почти каждое лето с 1822 по 1832 г. В 1835 году, во время его ссылки, усадьба была продана. Сначала усадебный дом в Васильевском находился у деревни на левом, низком берегу Москвы-реки (с 1821 по 1828 год). В настоящее время здесь находится сохранившийся парк из липовых аллей. С 1828 по 1833 год семья Герценов жила в новом двухэтажном рубленном доме с мезонином. В последний раз А. И. Герцен посетил Васильевское в 1843 году. Новый дом не сохранился; ныне на этом месте находится санаторий имени А. И. Герцена.
После Октябрьской революции здесь организовали дом отдыха. В 1921 году поместье преобразовали в санаторий для людей с заболеваниями сердечно-сосудистой системы. Сейчас на территории парка сохранились типичные образцы скульптуры советского времени.